# Elizabeth Bibesco
Elizabeth Charlotte Lucy, princesa Bibesco (nacida Asquith; Londres, 26 de febrero de 1897-Bucarest, 7 de abril de 1945) fue una escritora y socialite inglesa. Era hija de un primer ministro británico y la esposa de un príncipe rumano. Activa como escritora entre 1921 y 1940, aprovechó su experiencia en la alta sociedad británica en su trabajo. Una última colección póstuma de sus historias, poemas y aforismos se publicó bajo el título Haven en 1951, con un prefacio de Elizabeth Bowen.

## Infancia y juventud
Elizabeth Charlotte Lucy fue la primera hija de Herbert Henry Asquith (primer ministro británico, 1908-1916) y su segunda esposa, Margot Tennant. Como se registró con franqueza en la autobiografía de 1920 de su madre, fue una niña precoz de carácter incierto.
La vida como hija del primer ministro la empujó a la atención pública a una edad temprana y desarrolló un ingenio rápido y una presencia social más allá de sus años. A la edad de doce años, le pidió a George Bernard Shaw que escribiera una obra que sería producida por ella para fines benéficos. Escribió The Fascinating Foundling, que dirigió con otros niños como actores.  Cuando solo tenía catorce años, The Times escribió que "muchos miembros de la Cámara han conocido a la Srta. Asquith y, al expresar su preocupación por su salud, se han referido al encanto de sus maneras y al interés que ya ha comenzado a mostrar en los asuntos políticos". En su adolescencia, durante la Primera Guerra Mundial, se le dieron oportunidades para hacer "buenas obras", organizándose y actuando en "matinés" para los militares. Su primer esfuerzo literario conocido fue un breve diólogo llamado "Off and On", que interpretó con Nelson Keys en 1916 en el Teatro Palace. En el mismo año, organizó una gran muestra de retratos de John Singer Sargent en las Galerías Grafton para ayudar al Fondo de Arte y una "Lectura de los Poetas" para el Fondo de la Estrella y la Jarretera. En 1918 interpretó pequeños papeles en dos películas de guerra mudas de D. W. Griffith, Hearts of the World y The Great Love.

## Matrimonio y traslado a París

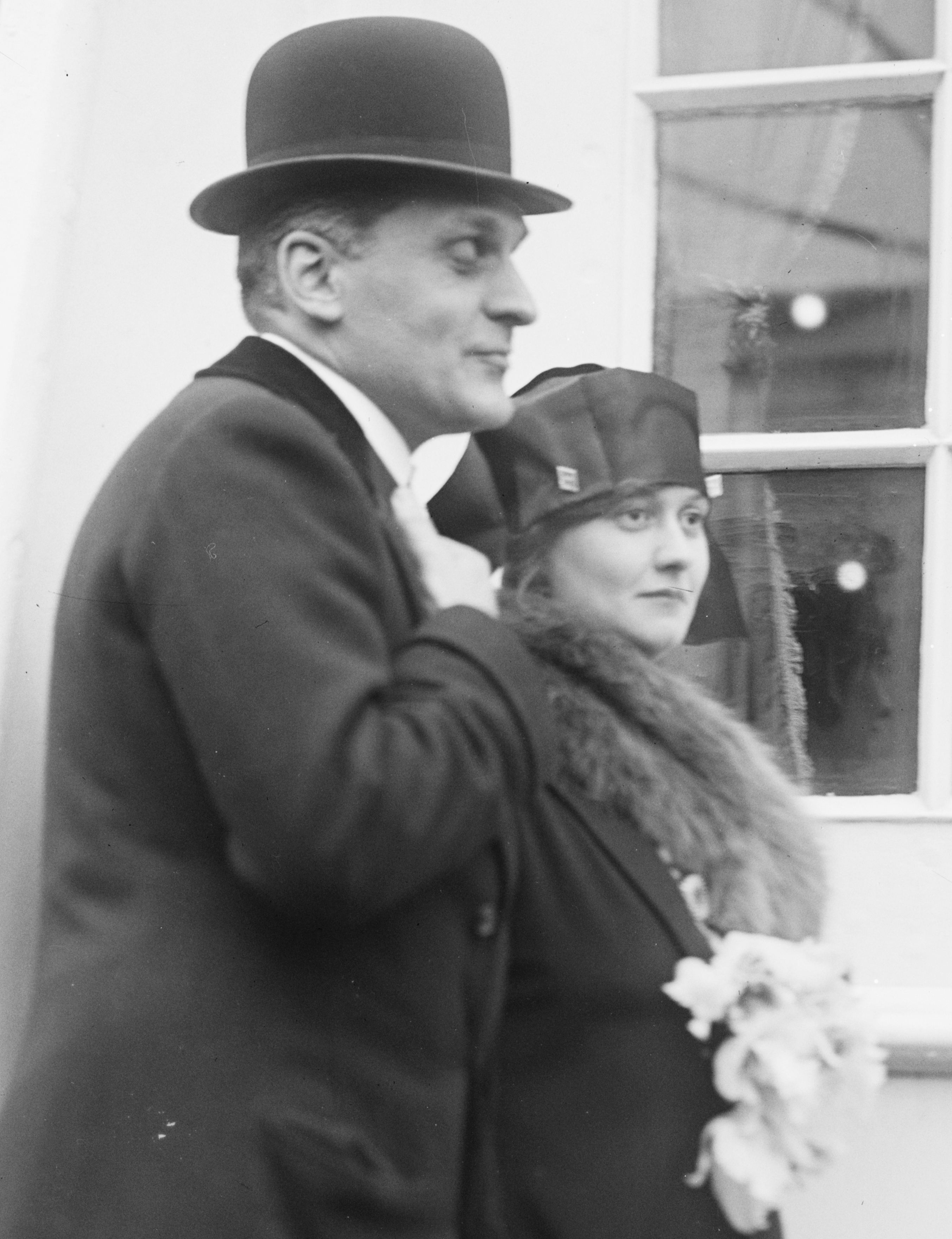
Antoine y Elizabeth Bibesco.

En 1919 se casó con el príncipe Antoine Bibesco, un diplomático rumano destinado en Londres, un hombre 22 años mayor que ella. Fue la boda de sociedad del año, a la que asistieron todos, desde la reina María hasta George Bernard Shaw. La boda fue filmada por la recién creada organización británica Moving Picture News. Después del matrimonio, el príncipe y la princesa Bibesco vivieron en París en la casa de Bibesco en el número 45 del Quai Bourbon en la punta de la Ile de St Louis mirando hacia el río Sena y hacia la catedral de Notre Dame. Las paredes del apartamento estaban decoradas con enormes lienzos de Vuillard. "No eran fotos. Eran jardines en los que caminabas a través de un marco", escribió Enid Bagnold.
Antoine Bibesco fue un amigo de toda la vida de Marcel Proust y después de su matrimonio con Elizabeth, ella también se convirtió en una de las favoritas del escritor solitario. En el momento de su matrimonio, Proust escribió que "probablemente era insuperable en inteligencia por cualquiera de sus contemporáneos" y agregó que "parecía una figura encantadora en un fresco italiano". Saldría de su casa a altas horas de la noche para visitarlos, para hablar sobre Shakespeare con Elizabeth o para hablar con Antoine hasta el amanecer. Elizabeth escribió un conmovedor obituario para Proust en noviembre de 1922, en New Statesman. "Con delicadeza, deliberadamente, me atrajo a ese círculo mágico de su personalidad con la máxima seguridad de una mirada que no necesita contacto para sellarla. Insensiblemente, te atrajo esa intrincada telaraña de acero iridiscente, su mente, que, entrelazada con la tuya, extiende los patrones de luz y sombra sobre tus pensamientos más íntimos ". 

## Escritos
Entre 1921 y 1940, Elizabeth Bibesco publicó tres colecciones de cuentos, cuatro novelas, dos obras de teatro y un libro de poesía.
Sus colecciones de cuentos fueron revisadas en ambos lados del Atlántico y su novela El abeto y la palma fue serializada en el Washington Post durante noviembre y diciembre de 1924.  Katharine Angell, revisando Globos para The Nation en 1923, escribió: "Elizabeth Bibesco usa para sus bocetos material del cual Katherine Mansfield habría hecho cuentos y Henry James, novelas...  Elizabeth Bibesco tiene genio para la compresión, la compresión en algunas frases de todos los detalles de una situación, en unas pocas páginas las esperanzas y los fracasos de una vida".
Su última novela, The Romantic, publicada en 1940, comienza con una dedicatoria a José Antonio Primo de Rivera, a quien Elizabeth Bibesco había conocido durante su estancia en Madrid, donde su marido era embajador rumano (1927-1931): "A José Antonio Primo de Rivera. Te prometí un libro antes de que empezara. Es tuyo ahora que está terminado. Los que amamos mueren para nosotros solo cuando morimos ...  ." 
La evaluación más completa de la obra de Elizabeth Bibesco fue escrita por Elizabeth Bowen en una introducción a Haven, la colección póstuma de 1951 de historias, poemas y aforismos de Bibesco. En su ensayo, Bowen escribió que "los personajes de Bibesco parecen ser los habitantes de un medio especial, en el que no funcionan los tabúes más comunes de los sentimientos y los frenos en el habla".

## Últimos años
Elizabeth viajó con su esposo en su calidad de embajadora rumana, primero a Washington (1920-1926) y luego a Madrid (1927-1931). Estuvo en Rumania durante la Segunda Guerra Mundial y allí murió de neumonía en 1945, a los cuarenta y ocho años de edad. Fue enterrada en la cripta de la familia Bibesco en los terrenos del palacio de Mogosoaia, en las afueras de Bucarest. Su epitafio dice: "Mi alma ha ganado la libertad de la noche", la última línea del último poema en su colección de 1927. La muerte de Elizabeth fue el dolor final para su madre, Margot, quien murió pocos meses después de la muerte de su hija. El príncipe Antoine, expulsado de Rumania después de la guerra, nunca regresó a su tierra natal. Murió en 1951 y fue enterrado en París. Priscilla Hodgson, hija única de la pareja, continuó viviendo en el número 45 del Quai Bourbon hasta su muerte en 2004.

## Retratos

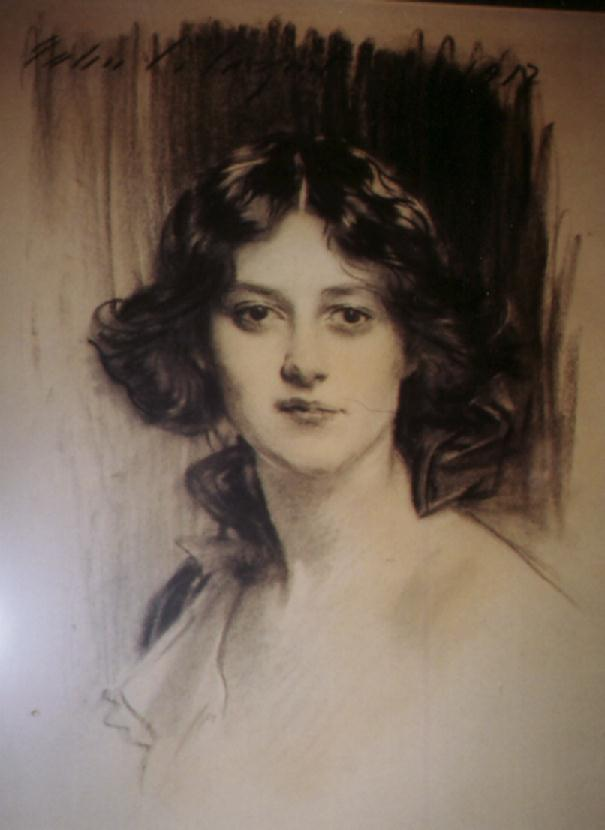
John Singer Sargent - Elizabeth Asquith

El retrato de Elizabeth fue pintado dos veces por Augustus John, en 1919 y nuevamente cinco años después. La primera pintura (titulada "Elizabeth Asquith") la muestra como una debutante vivaz con una estola de plumas sobre los hombros descubiertos. Esta pintura está en la Galería Laing, de Newcastle upon Tyne, Inglaterra. En el segundo retrato, (titulado "Princesa Antoine Bibesco"), Elizabeth aparece un poco cansada y melancólica, sus ojos se desvían lo suficiente como para sugerir una ruptura en su antigua confianza en sí misma. Lleva una mantilla que la reina de Portugal le dio a su padre y tiene en sus manos uno de sus propios libros. Cuando se presentó en el programa de verano de la Royal Academy en 1924, Mary Chamot, escribiendo en Country Life, escribió sobre esta pintura que "tiene la fuerza de hacer que todas las demás imágenes de la sala se vean insípidas, tan deslumbrante es el contraste entre la oscuridad misteriosa de sus ojos y cabello y el brillo resplandeciente del encaje blanco que lleva sobre su cabeza".